# Foon (fonetiek)
Binnen de fonetiek is een foon: 
- Een klank of spraakgebaar dat gezien wordt als een fysieke handeling zonder rekening te houden met zijn plaats in de fonologie van een taal.
- Een spraaksegment met specifieke fysieke of perceptuele eigenschappen.
- De basiseenheid die wordt onthuld via fonetische spraakanalyse.